# فرودگاه نیاک
فرودگاه نیاک (به انگلیسی: Nyac Airport) یک فرودگاه خصوصی با کد یاتا ZNC است که یک باند فرود شن دارد و طول باند آن ۱۱۱۳ متر است. این فرودگاه در کشور ایالات متحده آمریکا قرار دارد و در ارتفاع ۱۴۰ متری از سطح دریا واقع شده‌است.